# Рорбах (округ)
Рорбах (нем. Bezirk Rohrbach) - округ в Австрии. Центр округа - город Рорбах. Округ входит в федеральную землю Верхняя Австрия. Занимает площадь 827,95 кв. км. Население 57 909 чел. Плотность населения 70 человек/кв.км. 

## Административные единицы
Города
1. Рорбах-ин-Оберэстеррайх (2 356)

Ярмарки
1. Айген (1 929)
2. Альтенфельден (2 238)
3. Хаслах-на-Мюле (2 580)
4. Хофкирхен (1 441)
5. Коллершлаг (1 533)
6. Лембах (1 536)
7. Нойфельден (1 245)
8. Нидервальдкирхен (1 796)
9. Оберкаппель (764)
10. Пайльштайн-им-Мюльфиртель (1 677)
11. Пуцлайнсдорф (1 585)
12. Зарлайнсбах (2 364)
13. Санкт-Мартин (3 601)
14. Санкт-Петер-на-Вимберге (1 770)
15. Ульриксберг (3 073)

Общины
1. Афисль (425)
2. Ахорн-им-Мюльфиртель (496)
3. Арнрайт (1 105)
4. Атцесберг (526)
5. Ауберг (535)
6. Берг-Рорбах (2 686)
7. Хельфенберг (1 058)
8. Хёрбих (439)
9. Юльбах (1 656)
10. Кирхберг (1 130)
11. Клаффер-ам-Хохфихт (1 340)
12. Клайнцелль (1 394)
13. Лихтенау (567)
14. Небельберг (643)
15. Нойстифт (1 496)
16. Нидеркаппель (1 041)
17. Эппинг (1 640)
18. Пфарркирхен (1 556)
19. Шлегль (1 405)
20. Шёнег (555)
21. Шварценберг-ам-Бёмервальд (695)
22. Санкт-Йохан-на-Вимберге (1 018)
23. Санкт-Освальд-Хаслах (569)
24. Санкт-Штефан-на-Вальде (844)
25. Санкт-Ульрих (602)
26. Санкт-Файт (1 151)